# Practical Wireless
Practical Wireless ist eine britische Elektronik-Zeitschrift. Sie trug den Beititel „Britain’s premier magazine for the do-it-yourself radio and electronics constructor“ und später „britain's best selling amateur radio magazine“.
Practical Wireless erscheint monatlich und richtet sich seit den 1980er-Jahren ausschließlich an Funkamateure. Sie erschien erstmals 1932 und war zunächst eine Beilage der Zeitschrift Hobbies. Ab September 1932 erschien sie als eigenständige Zeitschrift und wurde zuerst wöchentlich veröffentlicht. Auf Grund der Papierknappheit im Zweiten Weltkrieg ging man 1940 auf eine monatliche Erscheinungsweise über. Verlegt wird das Magazin von IPC Magazine Ltd.